# Goss reklambyrå
Goss Reklambyrå var en reklambyrå som startades 1996 i Göteborg men även hade ett kontor i Stockholm. Goss Reklambyrå vann Guldägget som delas ut av Sveriges Kommunikationsbyråer två år i rad, 2009 med en kampanj för Göteborgs Räddningsmission och 2010 för SportSpec. De vann även två Guldägg 2006, då för Glitter och Consignit. GOSS utsågs till ”Sveriges bästa reklambyrå” tre gånger i Resumés och en gång i Dagens Industris årliga nöjd-kund-undersökning.
Goss Reklambyrå lades ner i november 2011 på grund av dålig lönsamhet. Byrån hade då 15 anställda.